# Kredyt preferencyjny
Kredyt preferencyjny – kredyt udzielany na określone rodzaje działalności, korzystniejszy wobec określonej grupy kredytobiorców pod względem ogólnych warunków umowy, oprocentowania, harmonogramu spłat lub innych warunków kredytowania (np. możliwość zastosowania karencji w spłacie kapitału, stosowania prolongaty w spłacie części albo całości zadłużenia kapitału lub odsetek).
Różnice pomiędzy ceną rynkową kredytu a preferencyjnymi warunkami pokrywa państwo, które w ten sposób pobudza podmioty gospodarcze lub gospodarstwa domowe do pożądanych z punktu widzenia prowadzonej polityki gospodarczej lub społecznej zachowań.
Przykładem kredytów preferencyjnych są kredyty dla rolników na modernizację gospodarstw rolnych, kredyty klęskowe, kredyty z dopłatami państwa na termomodernizację budynków mieszkalnych, kredyty z obniżonym oprocentowaniem dla studentów na edukację, kredyty dla młodych na zakup mieszkania.
Przyznanie kredytu na preferencyjnych warunkach związane jest zazwyczaj koniecznością spełnienia dodatkowych wymogów formalnych, niewystępujących przy ubieganiu się o kredyt na warunkach rynkowych.